# Fleury-sur-Andelle
Fleury-sur-Andelle – miejscowość i gmina we Francji, w regionie Normandia, w departamencie Eure.
Według danych na rok 1990 gminę zamieszkiwało 2015 osób, a gęstość zaludnienia wynosiła 532 osoby/km² (wśród 1421 gmin Górnej Normandii Fleury-sur-Andelle plasuje się na 113. miejscu pod względem liczby ludności, natomiast pod względem powierzchni na miejscu 785).